# Centro para el Estudio del Dióxido de Carbono y el Cambio Global
El Centro para el Estudio del Dióxido de Carbono y el Cambio Global es una organización sin fines de lucro con sede en Arizona. El Centro produce un boletín de ciencia en línea semanal llamado CO2Science.
El Centro fue fundado y está dirigido por Craig D. Idso, junto con Sherwood B. Idso, su padre, y Keith E. Idso, su hermano. Venían de antecedentes en agricultura y clima. Según los Idsos, se involucraron en la Controversia sobre el calentamiento global a través de su estudio de la sensibilidad de la temperatura de la tierra, las perturbaciones radiativas y las respuestas de las plantas a los elevados niveles de CO2. El Centro cuestiona enérgicamente el "consenso científico sobre el cambio climático" mostrado en los informes de evaluación del IPCC, y cree que el calentamiento global será beneficioso para la humanidad.

## Financiamiento
Según los registros del IRS, la ExxonMobil Foundation otorgó una subvención de $ 15,000 al centro en 2000. ExxonMobil declaró que financió, "organizaciones que investigan temas políticos importantes y promueven un debate informado sobre temas de relevancia directa para la empresa. Estas organizaciones no hablan en nuestro nombre, ni controlamos sus opiniones y mensajes".

## Recepción
Un artículo de diciembre de 2009 en la revista " Mother Jones" dijo que el Centro era un promotor de la desinformación climática.